# アレクサンドル・カントロフ (ピアニスト)
アレクサンドル・カントロフ (Alexandre Kantorow、1997年5月20日 - ）は、フランス出身のクラシック音楽のピアニスト。

## 生涯
父はヴァイオリニストのジャン＝ジャック・カントロフ。ピエール＝アラン・ヴォロンダから教えを受け、後にスコラ・カントルムでイーゴリ・ラシコに師事した。2013年にパリ国立高等音楽・舞踊学校（CNSMDP)に入学、フランク・ブラレイ―上田晴子クラスにおいて4年間ピアノの研鑽を積む。2017年にマスター課程を首席で卒業した。卒業後はエコール・ノルマル音楽院にて、レナ・シェレシェフスカヤに師事する。
2019年、チャイコフスキー国際コンクールのピアノ部門において優勝した。これはフランス人初のピアノ部門優勝であった。チャイコフスキーの協奏曲第2番を弾いて優勝したのも初めてのケースである。全世界優勝記念ツアーが行われたが、来日はなかった。すでに録音活動は開始済みであり、BISからサン＝サーンスの協奏曲他をリリースしている。
台湾国家交響楽団、ペイ・ド・ラ・ロワール国立管弦楽団、リエージュ王立フィルハーモニー管弦楽団、ベルン交響楽団、ソフィア・フィルハーモニー管弦楽団、アイルランド国立交響楽団、関西フィルハーモニー管弦楽団などのオーケストラと共演している。